# Wilamówka
Wilamówka – wieś w Polsce położona w województwie podlaskim, w powiecie monieckim, w gminie Trzcianne.
W latach 1975–1998 miejscowość administracyjnie należała do województwa białostockiego.
Według spisu ludności z 30 września 1921 w Wilamówce zamieszkiwało ogółem 156 osób z czego mężczyzn - 83, kobiet - 73. Budynków mieszkalnych było 28.
Wierni kościoła rzymskokatolickiego należą do parafii św. Klary w Kuleszach.